# Phaeoscincus
Phaeoscincus is een geslacht van hagedissen uit de familie skinken (Scincidae).

## Naam en indeling
De wetenschappelijke naam van de groep werd voor het eerst voorgesteld door Ross Allen Sadlier, Sarah A. Smith en Aaron Matthew Bauer in 2014. Er zijn twee soorten die beiden in 2014 zijn beschreven. In veel literatuur worden de soorten nog niet vermeld.

## Verspreidingsgebied
Beide soorten komen endemisch voor in Nieuw-Caledonië. De soorten zijn verwant aan de skinken uit het geslacht Caledoniscincus, die eveneens voorkomen op Nieuw-Caledonië. Van de soort Phaeoscincus taomensis is slechts een enkel exemplaar bekend.

## Soorten
Het geslacht omvat de volgende soorten, met de auteur en het verspreidingsgebied.
| Naam                   | Auteur                        | Verspreidingsgebied                       |
| ---------------------- | ----------------------------- | ----------------------------------------- |
| Phaeoscincus ouinensis | Sadlier, Shea & Bauer, 2014   | Nieuw-Caledonië                           |
| Phaeoscincus taomensis | Whitaker, Smith & Bauer, 2014 | Nieuw-Caledonië (omgeving van Mount Taom) |